# Jockey

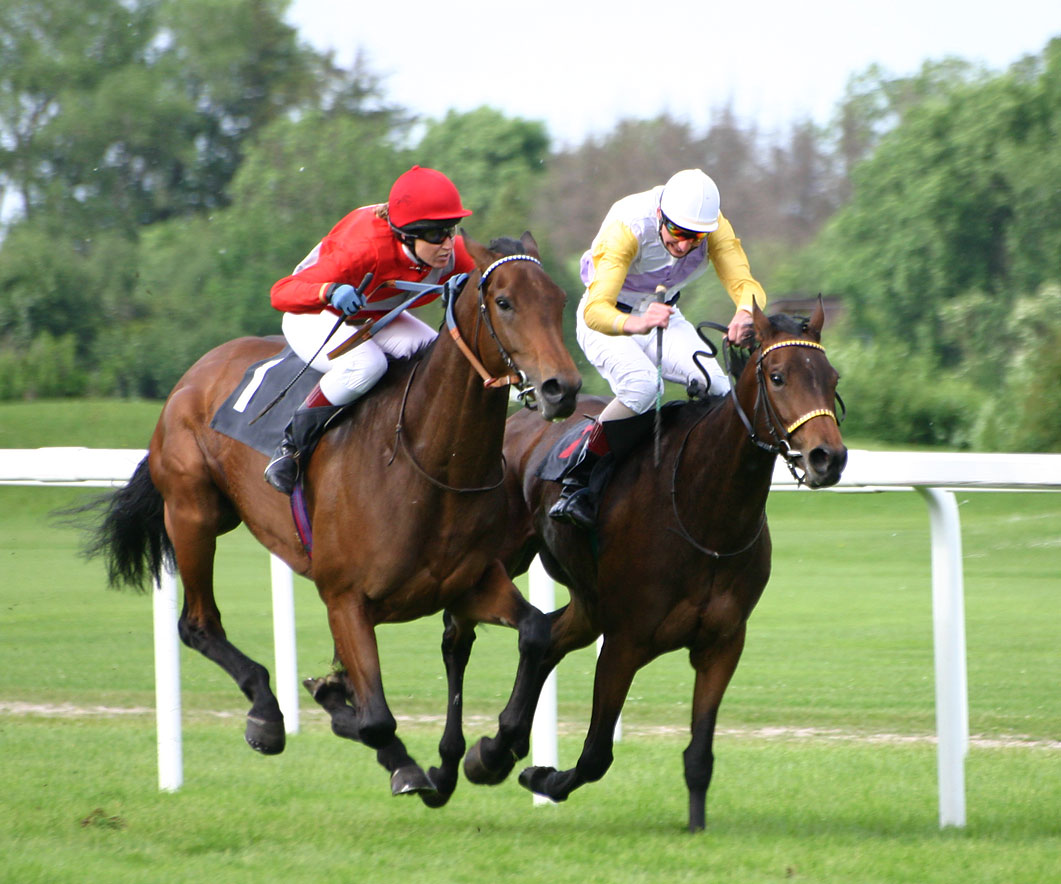
Twee jockeys in een paardenrace in München, 2005

Een jockey is iemand die bij paardenrennen een paard (of ander dier, zoals een kameel) berijdt, vaak beroepsmatig. Anders dan andere ruiters gebruiken jockeys korte beugelriemen, zodat zij eigenlijk niet in het zadel zitten maar meer in de stijgbeugels staan.
Het woord jockey was oorspronkelijk een verkleiningsnaam van de naam Jock (een Noord-Engelse en Schotse variant op de naam John), ook vaak gebruikt in de betekenis "jongen" of "kerel". Het oudst bekende gebruik van het woord in de betekenis van paardenrijder stamt uit 1670. De term diskjockey is overigens afgeleid van een meer algemene betekenis van jockey, namelijk "iemand die iets bedient".
Jockeys beginnen vaak op jonge leeftijd als leerling bij een paardentrainer. Ze zijn meestal niet in vaste dienst maar worden ingehuurd door paardentrainers om hun paard tijdens een race te berijden. Hiervoor krijgen ze een vast bedrag betaald, plus een deel van het gewonnen prijzengeld.
Jockey is een gevaarlijk beroep. Jockeys kunnen zware sportblessures oplopen, zoals hersenschudding, botbreuk, artritis en verlamming. De verzekeringspremies voor jockeys zijn dan ook zeer hoog vergeleken met de meeste andere sporttakken. Om zich te beschermen dragen jockeys helmen, brillen en andere beschermende kleding. Voordat deze beschermende kleding en andere veiligheidsmaatregelen werden ingevoerd, kon een paardenrace voor een jockey een dodelijke afloop hebben. Tussen 1935 en 1939 stierven 19 jockeys door  ongelukken tijdens een paardenrace.
Jockeys zijn meestal klein en wegen dan ook weinig, meestal niet meer dan 55 kg. In sommige landen worden zelfs kinderen gebruikt als jockeys. Na kritiek van mensenrechtenorganisaties werden in 2005 minderjarige jockeys vervangen door op afstand bestuurde robots in een kamelenrace in Doha (Qatar). Jockeys kunnen onder zware druk komen te staan om af te vallen en een zeer laag gewicht te behouden. Anorexia en boelimie komen dan ook veelvuldig voor bij jockeys.
Jaarlijkse prijzen voor jockeys zijn onder meer de BHB Champion Jockey Award in Groot-Brittannië en de George Woolf Memorial Jockey Award en Isaac Murphy Award in de Verenigde Staten.
De succesvolste jockey aller tijden in de Britse paardenrennen is de uit Noord-Ierland afkomstige Tony McCoy, die op 7 november 2013 zijn vierduizendste overwinning behaalde op Towcester Racecourse. Dat is bijna 1500 meer overwinningen dan de nummer twee, Richard Johnson. Een andere bekende jockey is de Italiaan Frankie Dettori.

## Wetenswaardigheden
- Het boek Seabiscuit: An American Legend (2001) van Laura Hillenbrand en de Oscar-genomineerde film Seabiscuit (2003) zijn gebaseerd op het leven van het renpaard Seabiscuit en zijn jockey John "Red" Pollard.